# Tre Regni

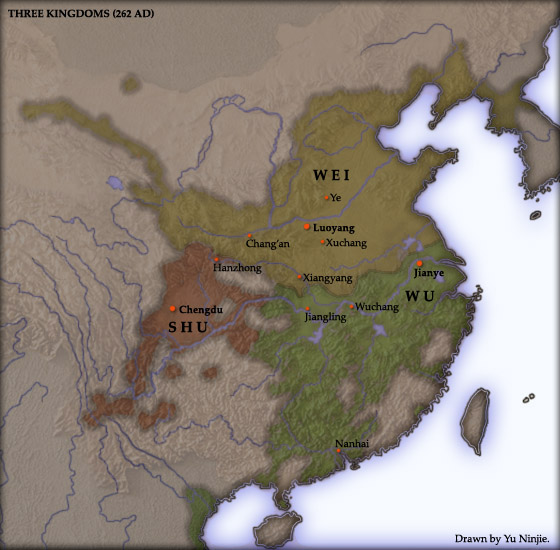
I Tre Regni nel 262, alla vigilia della conquista da parte dell'impero di Wei

Cambiamenti territoriali durante il periodo dei Tre Regni, anno dopo anno.

Il periodo dei Tre Regni (三國T, 三国S, Sān GuóP) è l'intervallo temporale della storia della Cina collocato tra la fondazione del Regno Wei nel 220 e la conquista del Regno Wu da parte della dinastia Jìn nel 280. Il periodo è descritto nel testo storico Cronache dei Tre Regni. L'inizio di questo periodo può considerarsi nella insurrezione dei Turbanti Gialli nel 184.

## Insurrezione dei Turbanti Gialli
Dopo anni di corruzione nella corte degli Han, un pretore dell'impero, Zhang Jiao, decise di porvi fine supportando un nuovo imperatore che avrebbe dato alla Cina e al suo popolo maggior sicurezza e una crescita stabile.
Insieme ai suoi due fratelli pellegrinò in tutto il territorio imperiale per assoldare un esercito col quale ribellarsi e rovesciare gli Han. 
L'imperatore emanò un decreto che sanciva che qualunque nobile o cittadino che avesse contribuito a fermare i Turbanti Gialli (il nome che presero i rivoltosi per il turbante giallo che portava sulla testa il loro capo Zhang Jiao) sarebbe stato lautamente ricompensato. 
Tra i molti signori che risposero alla chiamata dell'imperatore, figurarono Sun Jian da est, Gongsun Zan, Liu Yan e Ding Yuan da nord, e Dong Zhuo da ovest; al comando delle armate imperiali era il cognato del sovrano, He Jin, a cui il potere imperiale passò di fatto.. He Jin morì però nel suo tentativo di assassinare gli eunuchi che tramavano per il potere.

## Dong Zhuo
Mentre Sun Jian e i generali imperiali Yuan Shao e Cáo Cāo domavano la ribellione, Dong Zhuo occupò la capitale col suo esercito, uccise gli eunuchi e fece uccidere Ding Yuan dal suo stesso figlio adottivo Lü Bu; dopo aver preso quest'ultimo come proprio figlio, Dong fece in modo che a salire al trono fosse il debole imperatore Xian, per potersi impadronire definitivamente del potere.
Nel 191, ironia della sorte, Dong Zhuo fu tradito e ucciso fuori della capitale Luo Yang da Lu Bu in persona. A fermare il poderoso guerriero fu Liu Bei, un giovane pretore, con l'aiuto di Cáo Cāo, in una battaglia per il controllo dei territori ad est.
Cáo Cāo ebbe modo di occupare i territori centrali sottratti a Dong Zhuo, anche perché era riuscito a impadronirsi della persona dell'imperatore.

## Sun Jian
Sun Jian entrò in conflitto con Liu Biao per il dominio dei territori centrali meridionali, il Jing, finendo per morire in battaglia. Suo figlio Sun Ce conquistò parte dei territori costieri del sud est, e ottenne un esercito da Yuan Shu, fratellastro di Yuan Shao, in cambio del sigillo imperiale trovato dal padre. Alla sua morte, Sun Ce lasciò tale dominio al fratello Sun Quan, mentre Yuan Shao conquistò i territori del He Bei a nord.

## La battaglia di Guan Du
Nel 200, i maggiori signori della guerra, Cáo Cāo e Yuan Shao, si sfidarono a Guan Du. Nonostante l'esercito di Yuan Shao fosse numericamente maggiore (700.000 contro 200.000) Cáo Cāo prevalse congiungendo sotto il suo dominio una porzione immensa della Cina: le piane centrali e i territori ad est sottratti a Liu Bei, alleato di Yuan Shao, e i territori del nord, sottratti a quest'ultimo. Questo successo venne ottenuto anche grazie alla colpevole neutralità di Liu Biao, l'unico altro signore della guerra che in quel periodo era loro pari.
Sistemati i confini a nord, Cáo Cāo si rivolse a Sud; sconfisse definitivamente Liu Bei (a Guan Du si era alleato con Yuan Shao) il quale si ritirava verso sud portandosi dietro circa 100.000 sostenitori civili, e pianificò un'invasione ai territori di Sun Quan, che gli aveva dato rifugio.

## La battaglia di Chibi
Nel 208 si svolse la battaglia cardine che avrebbe consacrato il periodo spaccando la Cina in tre frazioni: Chibi. Questa battaglia navale si svolse sul fiume Yangtze, fra le truppe di Cáo Cāo (non abituate alle battaglie anfibie) e quelle di Sun Quan alleate con quelle di Liu Bei. Grazie ai numerosi stratagemmi di Zhuge Liang, stratega di Liu Bei ed all'abilità del comandante di Sun Quan, Zhou Yu gli eserciti del sud riuscirono a sconfiggere Cáo Cāo, che dovette almeno per il momento rinunciare ai territori del sud.
In seguito, alla morte di Liu Biao, Liu Bei riuscì ad impossessarsi della provincia di Jing apporfittando delle divisioni dei vassalli di questi, e nel 214 invase il territorio di Shu nel sud ovest conquistandolo al suo parente Liu Zhang.
Cáo Cāo a nord ovest conquistò lo Xi Liang facendo assassinare Ma Teng e domando la ribellione del figlio, Ma Chao, che si unì a Liu Bei. La Cina era dunque divisa in tre: a nord del fiume Yangtze, Cáo Cāo; a sud ovest (Jing e Shu), Liu Bei; a sud est (Wu), Sun Quan. Alla morte di Cáo Cāo, il figlio Cao Pi depose l'ultimo imperatore Han autonominandosi imperatore della nuova dinastia Cao-Wei; in risposta Liu Bei, parente dell'imperatore, fece lo stesso, diventando il primo imperatore della dinastia Shu-Han.

## Sun Quan
- Tre Regni 220 d.C.-266 d.C.
- Jin occidentali 265 d.C.-316 d.C.

Sun Quan tradì l'alleanza che lo legava a Liu Bei, e approfittò di un conflitto per l'unificazione del Jing fra le forze di Shu e quelle di Wei per colpire alle spalle i suoi alleati, conquistando parte di quei territori e uccidendo Guan Yu, fratello giurato di Liu Bei.
Di lì a poco Liu Bei perse anche l'altro fratello giurato, Zhang Fei, che venne assassinato. Subito questi si lanciò in una spedizione punitiva contro il traditore: dopo numerose vittorie, penetrando profondamente nel territorio nemico, fu sconfitto dal giovane stratega Lu Xun ad Yi Ling; attendendo che Liu Bei si fosse ritirato nella foresta con i suoi, lo stratega ne approfittò per bruciargli il riparo. Liu Bei morì per l'umiliazione pochi mesi dopo, nel 223, e gli successe il figlio Liu Chan, retto dal fidato stratega Zhuge Liang. Sun Quan si nominò imperatore di Wu nel 229.

## Altri eventi
Zhuge Liang, stratega e reggente di Shu, dovette domare la ribellione dei popoli barbari a sud guidati da Meng Huo e ripristinare l'alleanza con Wu prima di poter riprendere la guerra contro Wei. Lui e Jiang Wei, il suo successore al comando delle forze armate, organizzarono con alterne fortune molte spedizioni contro il nemico a nord: cinque per il primo, e nove il secondo. L'ultima spedizione di Zhuge Liang giunse alle piane di Wu Zhang nel cuore del regno di Wei; la sua morte per malattia causò la ritirata dell'esercito.
Jiang Wei combatté con alterne fortune contro generali formidabili quali Sima Zhao, Chen Tai, Guo Huai, Deng Ai e Zhong Hui, ma le sue spedizioni fallirono non solo a causa dell'accanita resistenza dell'esercito di Wei, ma soprattutto per colpa degli eunuchi della corte di Shu che per screditarlo lo fecero più volte tornare alla capitale durante le campagne militari con falsi messaggi dell'imperatore Liu Chan, figlio di Liu Bei. Approfittando dei gravi dissidi di corte di Shu, Deng Ai e Zhong Hui riuscirono infine a conquistare la capitale di Shu senza aver bisogno di combattere, poiché Liu Chan si arrese senza combattere nel 264.

## La caduta
Un colpo di Stato da parte del clan Sima nel 265, il cui maggiore esponente era lo stratega di Wei, Sima Yi, grande rivale di Zhuge Liang, pose fine alla dinastia Wei fondando la Dinastia Jìn.
Jiang Wei ne approfittò organizzando una rivolta contro Jin, convincendo Zhong Hui a seguirlo ed a rifondare il regno di Shu-Han: i rivoltosi fecero assassinare Deng Ai, ma una volta scoperti vennero sconfitti dalle forze di Jìn. Zhong Hui fu assassinato e Jiang Wei si suicidò.
Approfittando della tirannia e dell'incapacità dell'ultimo imperatore Wu, Sun Lin, gli eserciti di Jin dell'imperatore Sima Yan conquistarono l'ultimo dei tre regni unificando la Cina nel 280.

## Sovrani dei Tre Regni
| Nome postumo (shi hao 諡號)                                                                                           | Nome postumo (shi hao 諡號) | Nome postumo (shi hao 諡號) | Nome personale        | Nome personale        | Anni di regno         | Nome dell'era (nian hao 年號) ed intervallo di anni corrispondente | Nome dell'era (nian hao 年號) ed intervallo di anni corrispondente | Nome dell'era (nian hao 年號) ed intervallo di anni corrispondente | Nome dell'era (nian hao 年號) ed intervallo di anni corrispondente |
| Wei o Cao Wei 220-265                                                                                                 | Wei o Cao Wei 220-265       | Wei o Cao Wei 220-265       | Wei o Cao Wei 220-265 | Wei o Cao Wei 220-265 | Wei o Cao Wei 220-265 | Wei o Cao Wei 220-265                                              | Wei o Cao Wei 220-265                                              | Wei o Cao Wei 220-265                                              | Wei o Cao Wei 220-265                                              |
| --- | --------------------------- | --------------------------- | --------------------- | --------------------- | --------------------- | ------------------------------------------------------------------ | ------------------------------------------------------------------ | ------------------------------------------------------------------ | ------------------------------------------------------------------ |
| Convenzione cinese: "Wei" + nome postumo, con l'eccezione a volte di Cao Pi che era indicato usando i nomi personali. |                             |                             |                       |                       |                       |                                                                    |                                                                    |                                                                    |                                                                    |
| Wen Di | 文帝                        | -                           | 曹丕                  | Cao Pi                | 220-226               | Huangchu                                                           | 黃初                                                               | -                                                                  | 220-226                                                            |
| Ming Di | 明帝                        | -                           | 曹叡                  | Cao Rui               | 226-239               | Taihe                                                              | 太和                                                               | -                                                                  | 227-233                                                            |
| Ming Di | 明帝                        | -                           | 曹叡                  | Cao Rui               | 226-239               | Qinglong                                                           | 青龍                                                               | -                                                                  | 233-237                                                            |
| Ming Di | 明帝                        | -                           | 曹叡                  | Cao Rui               | 226-239               | Jingchu                                                            | 景初                                                               | -                                                                  | 237-239                                                            |
| Qi Wang | 齊王                        | -                           | 曹芳                  | Cao Fang              | 239-254               | Zhengshi                                                           | 正始                                                               | -                                                                  | 240-249                                                            |
| Qi Wang | 齊王                        | -                           | 曹芳                  | Cao Fang              | 239-254               | Jiaping                                                            | 嘉平                                                               | -                                                                  | 249-254                                                            |
| Gao Gui Xiang Gong | 高貴鄉公                    | -                           | 曹髦                  | Cao Mao               | 254-260               | Zhengyuan                                                          | 正元                                                               | -                                                                  | 254-256                                                            |
| Gao Gui Xiang Gong | 高貴鄉公                    | -                           | 曹髦                  | Cao Mao               | 254-260               | Ganlu                                                              | 甘露                                                               | -                                                                  | 256-260                                                            |
| Yuan Di | 元帝                        | -                           | 曹奐                  | Cao Huan              | 260-265               | Jingyuan                                                           | 景元                                                               | -                                                                  | 260-264                                                            |
| Yuan Di | 元帝                        | -                           | 曹奐                  | Cao Huan              | 260-265               | Xianx                                                              | 咸熙                                                               | -                                                                  | 264-265                                                            |
| Shu o Shu Han 221 - 263                                                                                               |                             |                             |                       |                       |                       |                                                                    |                                                                    |                                                                    |                                                                    |
| Convenzione cinese: usare il nome personale                                                                           |                             |                             |                       |                       |                       |                                                                    |                                                                    |                                                                    |                                                                    |
| Zhao Lie Di | 昭烈帝                      | -                           | 劉備                  | Liu Bei               | 221-223               | Zhangwu                                                            | 章武                                                               | -                                                                  | 221-223                                                            |
| Hou Zhu | 後主                        | -                           | 劉禪                  | Liu Shan              | 223-263               | Jianxing                                                           | 建興                                                               | -                                                                  | 223-237                                                            |
| Hou Zhu | 後主                        | -                           | 劉禪                  | Liu Shan              | 223-263               | Yanxi                                                              | 延熙                                                               | -                                                                  | 238-257                                                            |
| Hou Zhu | 後主                        | -                           | 劉禪                  | Liu Shan              | 223-263               | Jingyao                                                            | 景耀                                                               | -                                                                  | 258-263                                                            |
| Hou Zhu | 後主                        | -                           | 劉禪                  | Liu Shan              | 223-263               | Yanxing                                                            | 炎興                                                               | -                                                                  | 263                                                                |
| Wu 222-280 |                             |                             |                       |                       |                       |                                                                    |                                                                    |                                                                    |                                                                    |
| Convenzione cinese: usare il nome personale                                                                           |                             |                             |                       |                       |                       |                                                                    |                                                                    |                                                                    |                                                                    |
| Da Di | 大帝                        | -                           | 孫權                  | Sun Quan              | 222-252               | Huangwu                                                            | 黃武                                                               | -                                                                  | 222-229                                                            |
| Da Di | 大帝                        | -                           | 孫權                  | Sun Quan              | 222-252               | Huanglong                                                          | 黃龍                                                               | -                                                                  | 229-231                                                            |
| Da Di | 大帝                        | -                           | 孫權                  | Sun Quan              | 222-252               | Jiahe                                                              | 嘉禾                                                               | -                                                                  | 232-238                                                            |
| Da Di | 大帝                        | -                           | 孫權                  | Sun Quan              | 222-252               | Chiwu                                                              | 赤烏                                                               | -                                                                  | 238-251                                                            |
| Da Di | 大帝                        | -                           | 孫權                  | Sun Quan              | 222-252               | Taiyuan                                                            | 太元                                                               | -                                                                  | 251-252                                                            |
| Da Di | 大帝                        | -                           | 孫權                  | Sun Quan              | 222-252               | Shenfeng                                                           | 神鳳                                                               | -                                                                  | 252                                                                |
| Kuai ji wang | 會稽王                      | -                           | 孫亮                  | Sun Liang             | 252-258               | Jianxing                                                           | 建興                                                               | -                                                                  | 252-253                                                            |
| Kuai ji wang | 會稽王                      | -                           | 孫亮                  | Sun Liang             | 252-258               | Wufeng                                                             | 五鳳                                                               | -                                                                  | 254-256                                                            |
| Kuai ji wang | 會稽王                      | -                           | 孫亮                  | Sun Liang             | 252-258               | Taiping                                                            | 太平                                                               | -                                                                  | 256-258                                                            |
| Jing Di | 景帝                        | -                           | 孫休                  | Sun Xiu               | 258-264               | Yongan                                                             | 永安                                                               | -                                                                  | 258-264                                                            |
| Wu Cheng Hou | 烏程侯                      | -                           | 孫皓                  | Sun Hao               | 264-280               | Yuanxing                                                           | 元興                                                               | -                                                                  | 264-265                                                            |
| Wu Cheng Hou | 烏程侯                      | -                           | 孫皓                  | Sun Hao               | 264-280               | Ganlu                                                              | 甘露                                                               | -                                                                  | 265-266                                                            |
| Wu Cheng Hou | 烏程侯                      | -                           | 孫皓                  | Sun Hao               | 264-280               | Baoding                                                            | 寶鼎                                                               | -                                                                  | 266-269                                                            |
| Wu Cheng Hou | 烏程侯                      | -                           | 孫皓                  | Sun Hao               | 264-280               | Jianheng                                                           | 建衡                                                               | -                                                                  | 269-271                                                            |
| Wu Cheng Hou | 烏程侯                      | -                           | 孫皓                  | Sun Hao               | 264-280               | Fenghuang                                                          | 鳳凰                                                               | -                                                                  | 272-274                                                            |
| Wu Cheng Hou | 烏程侯                      | -                           | 孫皓                  | Sun Hao               | 264-280               | Tiance                                                             | 天冊                                                               | -                                                                  | 275-276                                                            |
| Wu Cheng Hou | 烏程侯                      | -                           | 孫皓                  | Sun Hao               | 264-280               | Tianxi                                                             | 天璽                                                               | -                                                                  | 276                                                                |
| Wu Cheng Hou | 烏程侯                      | -                           | 孫皓                  | Sun Hao               | 264-280               | Tianji                                                             | 天紀                                                               | -                                                                  | 277-280                                                            |

## Nei media
- Il romanzo dei tre regni, poema epico cinese del XIV secolo attribuito a Luo Guanzhong
- La battaglia dei tre regni (Chi bi), film del 2008 di John Woo[10]
- San Guo (Sānguó - Three Kingdoms), serie tv cinese del 2010
- Ikki Tōsen, manga, 24 volumi, di Yuji Shiozaki.
- Sangokushi(manga), manga, 60 volumi, di Mitsuteru Yokoyama.

Videogiochi:
- I Tre Regni (Fate of the Dragon), videogioco di strategia in tempo reale del 2001[11]
- Romance of the Three Kingdoms, serie di videogiochi della Koei
- Dynasty Warriors, serie di videogiochi della Koei
- Total War: Three Kingdoms, videogioco di Creative Assembly, Sega, del 2019[12]
- Wo Long: Fallen Dynasty, videogioco in sviluppo dal Team Ninja, di Koei Tecmo, 2023.[13]